# Rossano
Rossano este un oraș și comună din provincia Cosenza, regiunea Calabria, Italia, cu o populație de 36.876 de locuitori și o suprafață de 150,92 km².

## Demografie
Rossano - evoluția demografică

|  | Graficele sunt indisponibile din cauza unor probleme tehnice. Mai multe informații se găsesc la Phabricator și la wiki-ul MediaWiki. |

Date: Recensăminte sau birourile de statistică - grafică realizată de Wikipedia